# Роман Артимовський
Роман Артимовський (пол. Roman Artymowski; 11 серпня 1919, Львів — 3 лютого 1993, Ловіч) — польський художник, графік, педагог, один з представників абстрактного мистецтва у повоєнні роки в польській культурі.

## Життєпис
Народився 1919 року у Львові. 1939 року закінчив середню школу в Новому Сончі.
Під час Другої світової війни воював спочатку в лавах Союзу збройної боротьби, а потім — Армії Крайової. Від липня 1944 року був розвідником партизанського батальйону «Скала». У той період цікавився поезією. Як член краківської спілки поетів «Інакше», публікує свої вірші в журналі.
1945 року склав вступні іспити до Академії образотворчих мистецтв у Кракові та був зарахований на навчання. Його вчителями були Євгеніуш Ейбіш (живопис), Анджей Юркевич, Конрад Сржедницький (графіка) і Чеслав Ржепінський (малюнок).
Від 1947 року почав співпрацювати з виданням «Przegląd Artystyczny» (Мистецький огляд), для якого писав критичні огляди виставок. Разом з іншими студентами, любителями образотворчого мистецтва у Кракові та Варшаві, на запрошення Міжнародного союзу студентів відвідав Нідерланди.
Під час навчання був членом самоосвіти Союзу польської академічної молоді, організованої Анджеєм Врублевським.

## Доробок
У жовтні 1949 року вперше експонував свої праці на Міжшкільній виставці державних вищих шкіл у Познані.